# Emeline Meaker
Emeline Lucy Meaker (* Juni 1838 in Barre, Vermont; † 30. März 1883 in Windsor, Vermont) war eine US-amerikanische Mörderin, die als erste Frau in Vermont zum Tode verurteilt und gehängt wurde.

## Leben
Emeline Lucy Meaker wurde als Emeline Lucy Bates, Tochter von Asa Bates (1794–1876) und Phoebe Ainsworth Bates (1810–1880), in Barre Vermont geboren. 1857 heiratete sie in Plainfield Horace Meaker (1832–1904). Mit ihm hatte sie den Sohn Lewis Almon Meaker (1861–1893) und die Tochter Eleanor Mahal Meaker.

## Die Tat
Emeline Meaker und ihr Sohn Almon Meaker ermordeten am 23. April 1880 die erst neun Jahre alte Alice Meaker, eine Halbschwester ihres Mannes Horace Meaker, die als Halbwaise nach dem Tode ihres Vaters Orrin Meaker († 1878) gemeinsam mit ihrem Bruder Henry in den Haushalt der Meakers in Duxbury gegeben worden war. Die Meakers erhielten 400 $ für die Versorgung der Kinder bis zu deren Volljährigkeit.
Alice Meaker wurde in den zwei Jahren, in denen sie im Haushalt der Meakers lebte, schwer misshandelt. Von Emeline Meaker wurde sie oft geschlagen und gequält. Emeline Meaker wollte Alice nicht in ihrem Haus haben. Alice hätte in der Woche nach ihrem Tod zu einem Farmer als Hilfskraft gehen sollen. Laut der Free Press war den Nachbarn in Duxbury dies bekannt, eingreifen wollte niemand, um es für Alice nicht schlimmer zu machen. Der Montpelier Watchman schrieb später, die Bewohner von Duxbury trügen durch das Wegsehen ebenfalls Mitschuld an ihrem Schicksal und ihrer Ermordung.
Alice Meaker wurde in der Nacht in ihrem Bett ein Sack über den Kopf gestülpt und sie wurde mit einem gemieteten Gespann eine kurze Strecke bis auf den Henry Hill gebracht. Dort wurde ihr Strychnin eingeflößt, welches Almon Meaker am selben Tag in Waterbury gekauft hatte. Während das Gift wirkte, fuhren sie bis unter eine überdachte Brücke, wo Alice starb. Emeline Meaker hielt ihr den Mund zu, damit sie nicht laut schrie. Das tote Mädchen verscharrten sie in einem Sumpf. Nachdem das Mädchen vom Ehemann und den Nachbarn vermisst wurde, wurde Almon Meaker nach dem Verbleib gefragt, nach widersprüchlichen Aussagen schließlich gestand er die Tat und erklärte, dass er diese alleine vollbracht habe. Nach seinem Geständnis brachte Almon Meaker den Deputy an den Ort der Tat und half ihm das Kind auszugraben. Bei der späteren Obduktion wurde die Strychnin-Vergiftung festgestellt.
Almon Meaker erklärte sich für schuldig an dem Mord. Als Grund gab er an:

“She wasn’t a very good girl; no one liked her, and she was hard to get along with. I thought she would be better off if she were dead, and so I killed her.”

„Sie war kein liebes Mädchen. Niemand mochte sie und es war schwierig, mit ihr umzugehen. Ich dachte, sie wäre besser dran, wenn sie tot wäre, und so habe ich sie getötet.“

Später widerrief er dieses Geständnis und gab an, dass er die Tat gemeinsam mit seiner Mutter begangen habe. Emeline und Almon Meaker wurden zum Tode verurteilt. Wegen seiner Kooperation bei der Aufklärung und da er durch seinen dominante Mutter beeinflusst und gezwungen worden war, bei der Ermordung von Alice mitzuwirken, wurde die Todesstrafe im Fall von Almon Meaker zu lebenslanger Haft umgewandelt. Emeline Meaker bestritt die Tat und erklärte sich bis zuletzt für unschuldig. Während ihrer Haftzeit versuchte sie Wahnsinn vorzutäuschen, sie schrie und attackierte jeden, der ihre Zelle betrat.
Emeline Meaker wurde am 30. März 1883 um 13:30 Uhr auf dem Hof des Gefängnisses vor mehr als 100 geladenen Beobachtern gehängt. Ihr Tod wurde 14 Minuten später festgestellt. Ihr Mann und ihre Familie weigerten sich, ihren toten Körper zu bestatten, deshalb wurde sie in Windsor auf dem Friedhof des Gefängnisses begraben.

## Medienecho
Die Grausamkeit der Tat löste ein breites Medienecho aus. Neben lokalen Zeitungen berichteten auch überregionale Zeitungen über die Tat und den späteren Vollzug der Todesstrafe.
Die New York Times schrieb, dass es keinen Mörder in Vermont gegeben habe, der ein breiteres Medienecho ausgelöst habe. Dies zum Teil begründet in der Grausamkeit der Tat und zum anderen Teil begründet in der Tatsache, dass der Mord durch eine Frau verübt worden war.
Die Chicago Tribune berichtete über die Exekution mit den Worten, dass die Tat derartig herzlos und brutal gewesen sei, dass Mrs. Meaker keinerlei Sympathie genossen habe. Kein Verwandter sei zur Hinrichtung gekommen und der Ehemann und die Tochter hätten es abgelehnt, ihren Leichnam zu beerdigen.
Die Springfield Republican kommentierte, dass die Festigkeit, mit der sie ihr Schicksal trug, kein Grund zur Bewunderung, sondern ein Anlass zur Trauer sei.